# Одноцветная белоглазка
Одноцветная белоглазка (лат. Zosterops sanctaecrucis) — вид воробьиных птиц из семейства белоглазковых. Подвидов не выделяют.

## Таксономия
От Zosterops samoensis, тождество с которыми предполагалось ранее, представители данного вида отличаются морфологически и экологически.

## Распространение
Эндемики Соломоновых Островов. Живут в кустарниках, лесах, садах.

## Описание
Длина тела 12,5 см. Верхняя сторона тускло-оливкового цвета, нижняя зеленовато-желтая. Радужная оболочка чёрная. Клюв чёрный, ноги голубовато-серые.

### Вокализация
Песня представляет собой мелодичную трель.

## Охранный статус
МСОП присвоил виду охранный статус LC.